# Devin K. Grayson
Devin Kalile Grayson (...) è una fumettista e scrittrice statunitense.

## Biografia
Appassionata di fumetti fin da giovane, in particolare del Dinamico Duo, Devin Grayson inizia scrivendo Like Riding a Bike, storia di 10 pagine per il settimo albo di The Batman Chronicles.
Negli anni scrive per le serie The Titans, Nightwing e Batman: Gotham Knights.

### Vita privata
Grayson vive ad Oakland con il cane Cody, un Golden Retriever addestrato per assisterla, poiché affetta da Diabete mellito di tipo 1; la scrittrice collabora inoltre con Dogs4Diabetics, organizzazione no-profit che si occupa dell'addestramento dei cani. È apertamente bisessuale.

## Opere

### Fumetti (parziale)
- User nn. 1-3, 2001
- X-Men: Evolution nn. 1-8, 2001-2002
- Batman/Joker: Switch, 2003
- Year One: Batman/Ra's Al Ghul, nn. 1-2, 2005
- Matador nn. 1-6,  2005-2006

### Romanzi
- Batman: Rise of Sin Tzu, Aspect, 2003, pagg. 304, ISBN 9780446613927 - con Flint Dille
- City, ATOM, 2004, pagg. 257, ISBN 9781904233497
- DC Universe: Inheritance, Kindle Edition, 2009, pagg. 352, ASIN B002WAUVAK